# Atlas del Marqués de Heliche

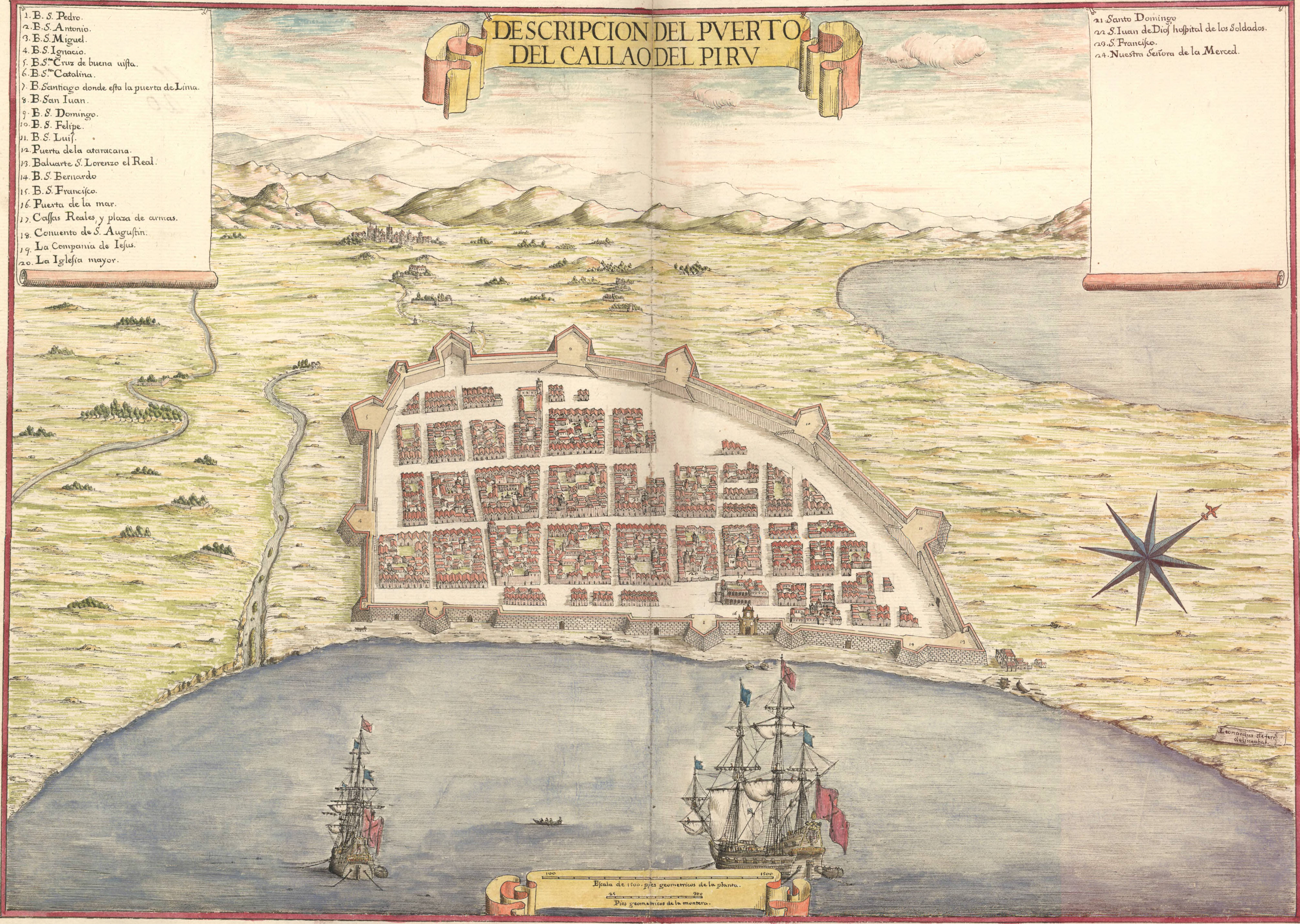
Plano de El Callao (Perú) en el Atlas del marqués de Heliche

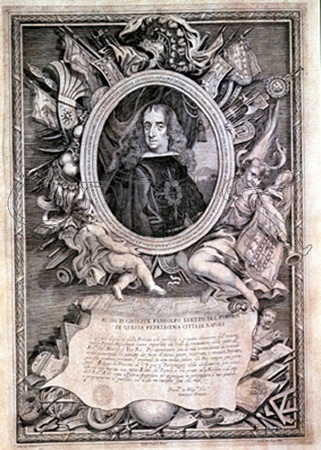
Gaspar de Haro y Guzmán
(Grabado de finales del)

El Atlas del Marqués de Heliche es una importante colección de 133 planos y vistas del Imperio Español del siglo XVII. Fue publicado originalmente como libro en 2004 y en formato digital en 2008. 
Hacia 1650, Gaspar de Haro y Guzmán, marqués de Heliche, encargó al pintor italiano Leonardo de Ferrari el dibujo de mapas, planos y vistas de los asentamientos, fortalezas y puertos de las fronteras y costas del Imperio español. En 1655 los 133 dibujos a la acuarela realizados hasta esa fecha, probablemente menos de los inicialmente previstos, fueron entregados al marqués encuadernados. La obra recibió el título de Plantas de diferentes Plazas de España, Italia, Flandes y Las Indias. Gaspar de Haro nunca tuvo intención de realizar una publicación de la obra. En línea con la política hispana de la época, mantuvo secreta la valiosa información cartográfica que contenía, y la obra quedó como ejemplar único. El marqués murió el 16 de noviembre de 1687. En la pública almoneda de sus bienes adquirió el Atlas en enero de 1690 el diplomático sueco Johan Gabriel Sparwenfeld, que lo trasladó a Estocolmo. En 1704 donó numerosas de sus adquisiciones en España a la Biblioteca Nacional de Suecia. A comienzos del siglo XIX el Atlas ingresó en los fondos del recién creado Archivo Militar de Suecia (Krigsarkivet). Allí fue localizado en 2001 y publicado por primera vez en 2004. A mediados de 2008 la editorial 4 Gatos puso a disposición de los investigadores una edición de descarga gratuita.  